# 池谷-關彗星
池谷－關彗星（正式編號：C/1965 S1）是一顆由日本業餘天文學家池谷薰和關勉於1965年9月18日發現的非週期彗星，於10月21日過近日點（與太陽表面距離約45萬公里）並預料其光度會大增。
到了預定的日子，彗星於日本時間中午通過近日點，一如預期所料，該彗星在空中異常光亮，其視星等達-17等，比滿月的光度還要高60倍，在白天也能看見它在太陽隔鄰，因此它是近千年來最光亮壯觀的彗星之一。
該彗星於通過近日點前分裂為三塊碎片，其軌跡大致相同，在十月尾日子的早上可以看到光亮的彗尾。至1966年初，它與太陽的距離漸遠，光度也隨之轉暗。
池谷·關彗星屬於克魯茲族彗星 (Kruetz)，它由一顆大型掠日彗星1106年大彗星於1106年因過於接近太陽而分裂出來的碎片之一所組成。